# Xã Keg Creek, Quận Pottawattamie, Iowa
Xã Keg Creek (tiếng Anh: Keg Creek Township) là một xã thuộc quận Pottawattamie, tiểu bang Iowa, Hoa Kỳ. Năm 2010, dân số của xã này là 791 người.